# Salsa Thousand Island
La salsa Thousand Island o salsa mille isole (Thousand Island dressing) è una salsa per insalate statunitense a base di maionese, uova, sottaceti, e molti altri ingredienti.

## Storia
Benché le sue origini siano controverse, la salsa nacque agli inizi del ventesimo secolo, e prende il nome dalle Thousand Islands, un arcipelago composto da oltre 1.800 isole poste sul fiume San Lorenzo, che percorre il Nord America.
Secondo una versione, la salsa venne inventata da Sophie LaLonde, e originariamente servita in occasione di alcune cene a base di pesce organizzate dal marito George nella località di Clayton, nella regione delle Thousand Islands. L'attrice May Irwin, che partecipò a una di queste cene, apprezzò particolarmente la salsa Thousand Island, e chiese a LaLonde la ricetta. Sarebbe stata proprio la Irwin a dare il nome alla salsa. Nel frattempo, LaLonde insegnò la ricetta anche alla famiglia Bertrand dell'Herald Hotel di Clayton, mentre Irwin la fece conoscere ai proprietari di vari alberghi, fra cui George Boldt del Waldorf-Astoria Hotel di New York, che avrebbe chiesto al maître Oscar Tschirky di inserirla nel menù del loro ristorante. Secondo molti, il Waldorf-Astoria sarebbe stato il luogo a partire dal quale la Thousand Island sarebbe divenuta famosa in tutto il mondo.
Altri ritengono che l'invenzione della salsa sia invece da attribuire al personale dell'Hotel Blackstone di Chicago, che iniziò a servire la pietanza nello stesso periodo.

## Caratteristiche
La salsa Thousand Island è una salsa a base di maionese, olio d'oliva, succo di limone e d'arancia, paprika, salsa Worcestershire, senape, aceto, panna, salsa di peperoncino, passata di pomodoro e ketchup o tabasco. Spesso la Thousand Island contiene anche un trito di altri ingredienti, fra cui sottaceti, cipolle, peperoni, olive verdi, uova sode, prezzemolo, pimento, erba cipollina, aglio, noci o castagne.
Oltre che ad essere un popolare condimento per le insalate, come, ad esempio, la crab Louie, la salsa Thousand Island si presta bene come alimento per insaporire la carne e i sandwich, ed è talvolta utilizzata nelle ricette di alcuni fast food.

## Alimenti simili
Il Rhode islandsås ("condimento di Rhode Island) dello svedese Tore Wretman è una salsa simile alla Thousand Island a base di maionese, ketchup e panna acida.
In Germania, viene preparato un condimento per insalata non molto dissimile dalla Thousand Island noto come "condimento americano" (American dressing).